# EpiVacCorona
A EpiVacCorona  ou FBSI SSC VB  Vector é uma vacina contra COVID-19 produzida pelo Centro Estatal de Pesquisa de Virologia e Biotecnologia Vektor (Novosibirsk Scientific Center Vector) da Rússia.
Ela recebeu uma autorização de uso do governo russo em 13 de outubro de 2020, antes da finalização dos testes clínicos, sendo uma das 10 primeira vacinas contra a covid-19 liberadas.

## História
Segundo o Rospotrebnadzor (Serviço Federal de Supervisão da Proteção dos Direitos do Consumidor e Bem-Estar Humano), a vacina passou por "estudos pré-clínicos por cerca de 5 meses, tendo sua inocuidade sido demonstrada em 6 espécies de animais (ratinhos, ratos, coelhos, macacos verdes africanos, macacos rhesus e porquinhos-da-índia).
Poucos dias após o início da fase 3 dos testes, em 27 de novembro de 2020 o chefe do departamento de infecções do Vector, Alexandr Rizhikov, afirmou que a vacina garantia imunidade de ao menos 6 meses após ser experimentada em primatas. Rizhikov também disse que uma segunda dose da vacina seria necessária num prazo de 6 a 10 meses após a primeira dose e que, possivelmente, depois de 3 em 3 anos.
Em fevereiro Rinat Maksyutovm, diretor-geral do Vector, disse que a vacina era capaz de proteger uma pessoa por um ano.

### Testagens
Os testes começaram em julho de 2020, sendo que na fase 1 do estudo clínico participaram 14 voluntários e na segunda, 86. Todos eram pessoas saudáveis com idade entre 18 e 60 anos. Os testes de fase 3 começaram em novembro de 2020, com 3 mil voluntários.

### Eficácia
Em 19 de janeiro o Vector anunciou que a vacina tinha 100% de eficácia.

### Controvérsia sobre eficácia
Após o anúncio da eficácia, sem que houvesse publicação oficial dos dados, o resultado dos testes passou a ser questionado - a falta de dados também gerou controvérsia com outra vacina russa, a Sputnik V. Em fevereiro de 2021, a BBC Rússia escreveu que "a vacina 'EpiVacCorona' do centro 'Vector' é talvez a mais polêmica das três atualmente disponíveis na Rússia", reportando que os participantes da fase 3 dos ensaios clínicos haviam enviado uma carta aberta ao Ministério da Saúde, Rospotrebnadzor e Vektor, afirmando que, em uma amostra, mais de 50% dos que haviam recebido o imunizante não haviam desenvolvido anticorpos.

## A vacina

### Fórmula
Ingredientes ativos: antígeno peptídico nº 1 da proteína 8 do vírus Sars-Cov-2, conjugado a uma proteína transportadora - (75 ± 15) μg;  antígeno peptídico nº 2 da proteína 8 do vírus Sars-Cov-2, conjugado a uma proteína transportadora - (75 ± 15) μg;  antígeno peptídico nº 3 da proteína 8 do vírus Sars-Cov-2, conjugado com a proteína transportadora - (75 ± 15) μg.
Excipientes: hidróxido de alumínio, di-hidrogenofosfato de potássio, cloreto de potássio, hidrogenofosfato de sódio dodeca-hidratado, cloreto de sódio e água para injetáveis - até 0,5 ml.

### Posologia e modo de usar
A vacina é administrada por via intramuscular em duas doses, com um intervalo de 2-3 semanas.

### Contraindicações
É contraindicada para pessoas que tenham hipersensibilidade a componentes da vacina, como ao hidróxido de alumínio; que tenham tido reações alérgicas graves; pessoas com doenças infecciosas e não infecciosas agudas; que tenham doenças crônicas; pessoas com imunodeficiência; pessoas portadores de doenças do sangue e neoplasias. Também não deve ser aplicada em gestantes e lactantes.

### Reações adversas
Dor insignificante no local da injeção, que surgiu um dia após a vacinação e dura 1-2 dias.

## Uso emergencial
A vacinação em massa na Rússia com a vacina e a Sputnik V começou em meados de janeiro de 2021, relata a Tass.